# LZ 130
Der Zeppelin LZ 130 „Graf Zeppelin“ (Kennzeichen D-LZ130) war das letzte vor dem Zweiten Weltkrieg in Dienst gestellte große Luftschiff seiner Art. Er wurde im Jahr 1938 nach Ferdinand Graf von Zeppelin getauft und im gleichen Jahr vorläufig zugelassen. Diesen Namen trug bereits der überaus erfolgreiche LZ 127, weshalb LZ 130 auch oft als „Graf Zeppelin II“ bezeichnet wird.
LZ 130 war ein Schwesterluftschiff von LZ 129 „Hindenburg“ und das letzte große Starrluftschiff. Die beiden Schiffe waren in großen Zügen identisch, jedoch wurden bei der Konstruktion und Entwicklung von LZ 130 viele neue Erkenntnisse angewendet. So wurde beispielsweise erstmals bei einem Zeppelin eine Ballastwassergewinnungsanlage von vornherein eingebaut. Sie diente dazu, Wasser aus den Abgasen der Motoren zu kondensieren, um den Gewichtsverlust auszugleichen, der durch den Treibstoffverbrauch entstand. Die Verbindungsschnüre zwischen Hülle und Metallskelett erhielten im Winter 1937/38 einen leitfähigen Überzug aus Graphit, um ein Unglück wie mit dem „Hindenburg“ zu vermeiden. Auch der Passagierbereich unterschied sich in großen Teilen von LZ 129.
Anders als LZ 127 und LZ 129 wurde LZ 130 nicht zum Passagiertransport, sondern für Propaganda-, Test- und Spionagefahrten eingesetzt. Im August 1939 wurde es stillgelegt und im April 1940 auf Befehl von Hermann Göring verschrottet.

## Technik
- Indienststellung: 1938
- Länge: 245 Meter
- Durchmesser 41,2 Meter
- Volumen: 200.000 m³
- Leermasse: 114.000 kg
- Zuladung: 105.000 kg

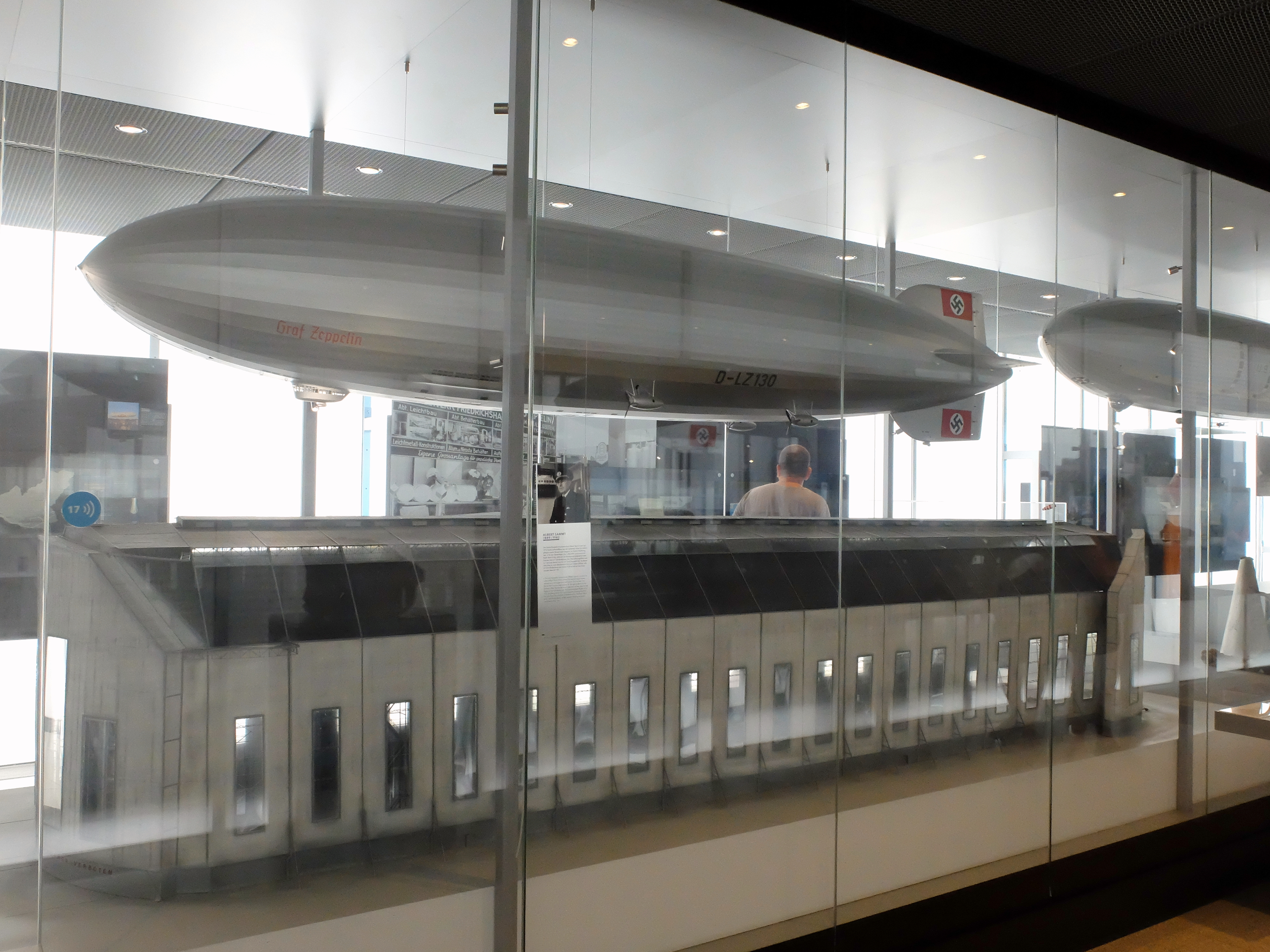
Modell im Zeppelin Museum

- Nutzlast: 70 t bei Wasserstoffnutzung / 50 t bei Helium als Traggas

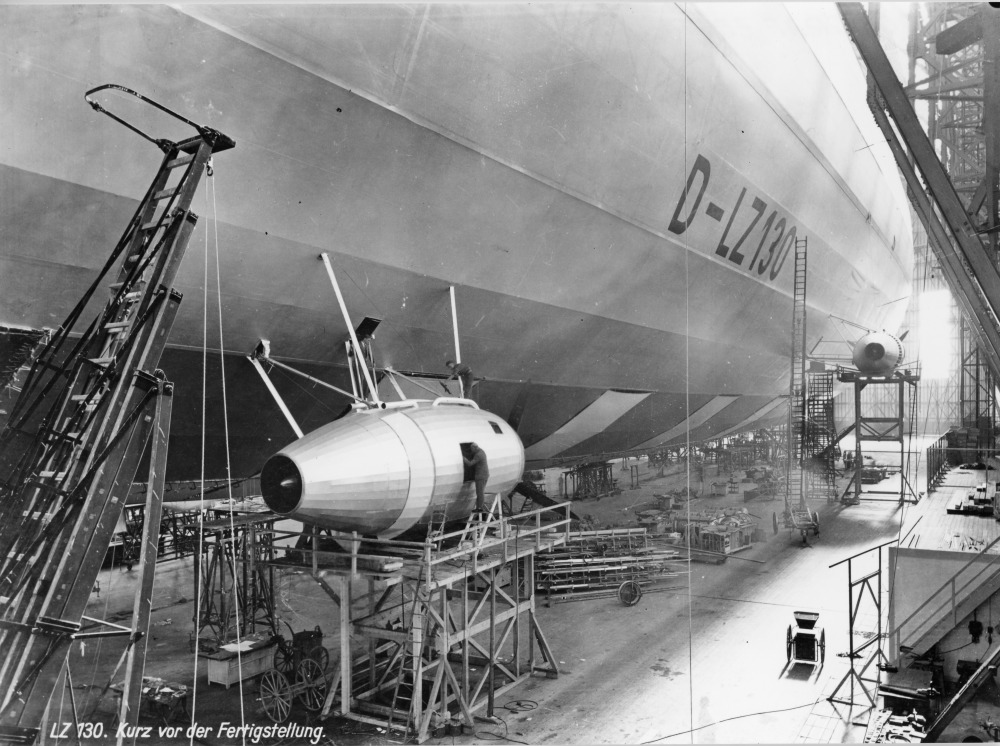
LZ 130 im Bau

- Höchstgeschwindigkeit: 135 km/h
- Reichweite: 12.000 km[2]

### Antrieb
Das Luftschiff wurde von vier 16-Zylinder-Daimler-Benz-Dieselmotoren mit je 588 kW (799 PS) Dauer- und etwa 1000 PS Höchstleistung angetrieben. Dieser Motorentyp, LOF 6, wurde später zu einem Standardmotor für Marineschiffe weiterentwickelt und bis in die 1970er-Jahre von MTU unter der Bezeichnung 672 gefertigt. Die Motoren waren umsteuerbar, konnten also vorwärts und rückwärts laufen. Ihre Drehzahl betrug rund 1400/min, die der Luftschrauben etwa 700/min, da sie mit einem Untersetzungsverhältnis von 2:1 angetrieben wurden. Es wurden verschiedene Luftschrauben getestet. Darunter auch eine dreiblättrige Ganzmetallschraube, deren Anstellwinkel vor Fahrtbeginn fest eingestellt werden konnte. Davor wurden starre zweiteilige Vierblatt-Holzluftschrauben verwendet. Der markanteste optische Unterschied zwischen dem LZ 129 und dem LZ 130 war die Anordnung der Luftschrauben. Während der „Hindenburg“ hinten an den Motorgondeln angeordnete Druckpropeller hatte, wurden bei LZ 130 Zugpropeller verwendet. Diese Änderung sollte insbesondere dafür sorgen, dass die Abgas-Kühler der Ballastwassergewinnungsanlage an den Maschinengondeln besser vom Propellerwind angeströmt wurden.

### Traggas
Ebenso wie LZ 129 war auch LZ 130 für den Einsatz von Helium als Traggas konstruiert worden. Die Verhandlungen mit den Regierungsstellen der Vereinigten Staaten zogen sich lange hin. Politische, aber auch massive Devisen- und Rentabilitätsprobleme auf Seiten der Deutschen Zeppelin-Reederei (DZR) torpedierten alle Konsultationen. Insgesamt gab es eine ganze Reihe von Faktoren, die eine Lieferung von Helium durch die Vereinigten Staaten letztlich verhinderten. Bereits im Januar 1938 waren Heliumbehälter (große Gasflaschen) vom deutschen Frachter Dessau im texanischen Hafen Galveston entladen worden. Die amerikanische Marine hatte ihre Heliumtankwagen zur Befüllung dieser Behälter zur Verfügung gestellt. Mit dem Einmarsch deutscher Truppen in Österreich am 12. März 1938 änderte sich die politische Gesamtlage jedoch entscheidend, sodass das US-amerikanische Innenministerium unter Harold Ickes die Ausfuhrgenehmigung für Helium verweigerte. Auch wurden Schutzklauseln zur bestimmungsgemäßen Verwendung des Traggases gefordert. Ickes teilte öffentlich seine Besorgnis darüber mit, dass das Helium zu militärischen Zwecken missbraucht werden könnte. So kam es nie zum Export von Helium. Auch die 16 Traggaszellen von LZ 130 wurden wieder mit Wasserstoff gefüllt.

## Ausstattung
Anders als im Exterieur war der Fahrgastbereich von LZ 130 im Vergleich zu LZ 129 ein völlig anderer. Die Passagierkapazität wurde von zuletzt 72 auf 40 um fast die Hälfte reduziert. Ein Großteil der Kabinen befand sich nun auf dem Unterdeck. Das Unterdeck lag jedoch nur wenige Stufen tiefer als das Oberdeck, weshalb es keine eigenen Fenster besaß. Dort lagen auch die Küche, die über Stufen mit der Anrichtekammer auf dem Oberdeck verbunden war, das Büro, die Offiziersmesse, dieser gegenüberliegend der Generator sowie die Sanitäranlagen. Die vier auf dem Oberdeck befindlichen Kabinen hatten ebenfalls Fenster und befanden sich rechts der Fahrtrichtung. Unterhalb dieser Kabinen gab es das Schreib- und Lesezimmer, das im Vergleich zum LZ 129 deutlich vergrößert wurde und nun auch als Lounge fungierte. Dort gab es drei Schreibtischchen an der Wand in Fahrtrichtung. Auf der gegenüberliegenden Seite existierte eine weitere Lounge ohne Schreibplätze, die mit dem Gesellschaftsraum („Lounge“) auf der Hindenburg vergleichbar ist. Beide Lounges waren auf dem Deckplan als „Hallen“ eingetragen. In Fahrtrichtung vorne schloss sich an die linke Lounge der Rauchsalon an, der sich damit nun nicht mehr auf dem unteren Deck befand, wie dies bei LZ 129 der Fall gewesen war. Auch die Bar wurde in den Raum integriert. Fahrtrichtung unten, zwischen beiden Lounges, schloss sich der Speisesaal an, der über vier Stufen zu erreichen war, um trotz der mittigen Lage einen Blick durch die seitlichen Fenster beider „Hallen“ zu ermöglichen. In ihm wurden zur Funkspionage Messplätze mit Messgeräten eingebaut. Einen weiteren Unterschied stellte das Fehlen direkt abgetrennter Promenaden dar.

## Bau

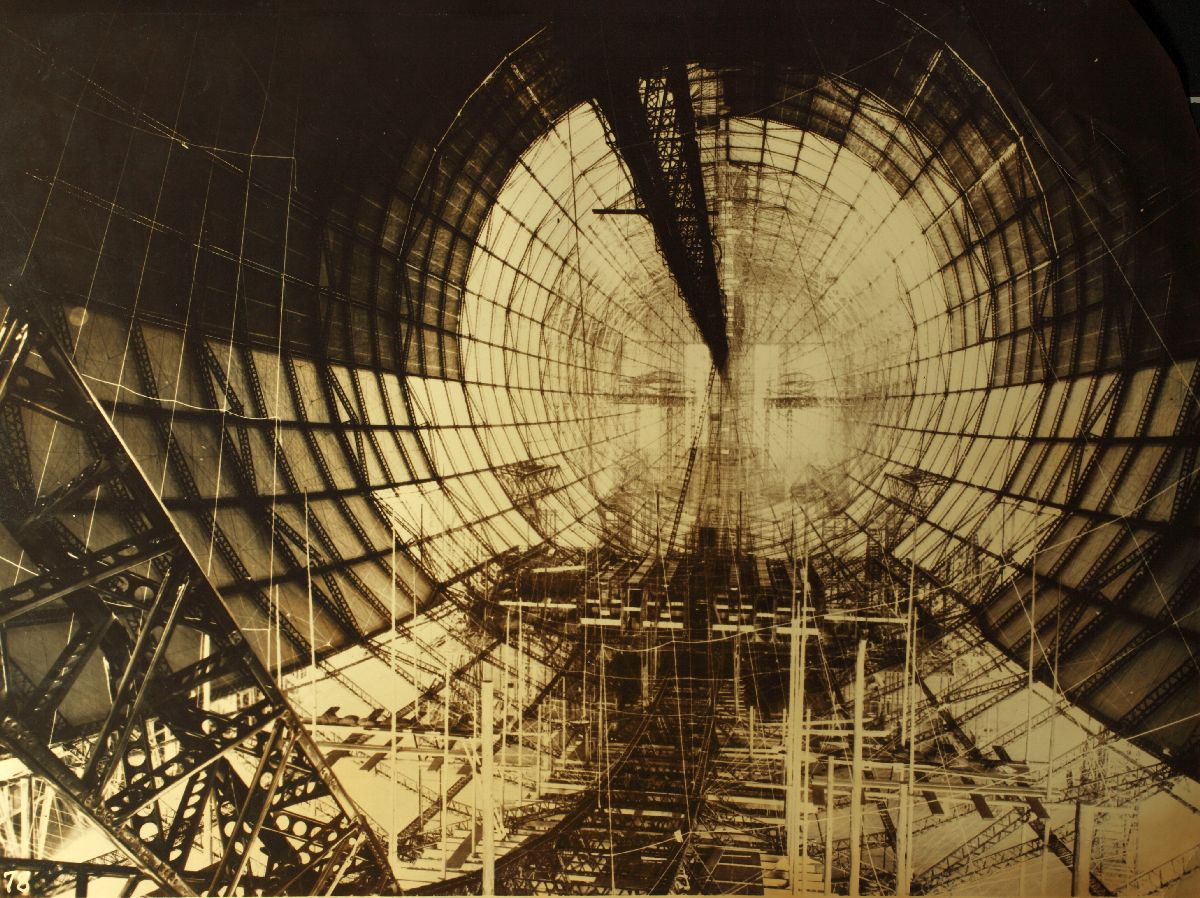
LZ 130 während des Baus, Blick in Richtung des Bugs

Kiellegung war am 23. Juni 1936 – ein Haupt- und drei Geripperinge wurden gekippt und am Hallendach befestigt. Daran wurden die Längsträger befestigt, so dass eine „Keimzelle“ geschaffen wurde.
Am 14. Februar 1937 wurde die Bugspitze montiert. Ab Februar wurde auch begonnen, die Hülle aufzubringen.
Am 6. Mai 1937 verunglückte LZ 129 „Hindenburg“. Seit Anfang 1937 war bereits für die Jungfernfahrt nach Rio de Janeiro geworben worden, die für den 27. Oktober 1937 angesetzt war. Reichsluftfahrtminister Hermann Göring ordnete als Ersatz die beschleunigte Fertigstellung von LZ 130 an.
Am 15. August 1938 fing man an, das Schiff mit Wasserstoff zu füllen. Ab dem 20. August wurde begonnen, Motoren und Elektrik zu erproben, ab dem 22. August wurde die Funkanlage getestet.
Am 14. September 1938 fand die Taufe statt. Im Gegensatz zu den Festlichkeiten zum Anlass der Taufe des „Hindenburg“ war diesmal nur der Kreis der Belegschaft der Luftschiffbau Zeppelin GmbH und der Besatzung von der Deutschen Zeppelin-Reederei anwesend. Es waren keine Regierungsvertreter gekommen, lediglich ein kurzes Grußtelegramm vom Reichsminister der Luftfahrt Hermann Göring an Hugo Eckener überbrachte Glückwünsche. Die Taufrede hielt Hugo Eckener.
Das Reichsluftfahrtministerium ließ LZ 130 am 14. November 1938 für ein Jahr bis zum 1. September 1939 „für den Luftverkehr ohne Personenbeförderung und außerhalb von Tropengebieten“ zu.

### Name
Der Taufname von LZ 130 war „Graf Zeppelin“. Dies wurde auch dadurch möglich, dass zum Zeitpunkt der Taufe die Außerdienststellung von LZ 127, das ebenfalls den Namen „Graf Zeppelin“ trug, bereits über ein Jahr zurücklag. Der Namenszusatz ‚II‘ wurde nur inoffiziell zur besseren Abgrenzung vom bekannteren LZ 127 gebraucht.

## Fahrten
Hugo Eckener war seit dem Unglück der Hindenburg überzeugt, dass kein Passagierluftschiff mehr mit Wasserstofffüllung genutzt werden sollte. Die ausbleibende Helium-Lieferung für LZ 130 „Graf Zeppelin“ hätte somit eigentlich das Ende des Luftschiffs noch vor Inbetriebnahme bedeutet. Doch das Luftfahrtministerium erklärte sich zur Befüllung mit Wasserstoff bereit, offiziell um es für Schulungs- und Propagandafahrten zu nutzen. Tatsächlich bestand der Hauptzweck des Luftschiffs in der Funkspionage, also einer militärischen Verwendung. Die offensichtliche Verletzbarkeit des Luftschiffs diente dabei als Tarnung für die Spionageaktivitäten. Mit dem Ausbruch des Zweiten Weltkriegs am 1. September 1939 wurden die Aufklärungsfahrten beendet und das Luftschiff hatte keine Verwendung mehr.
Insgesamt erfolgten 30 Fahrten:
- 1. Fahrt: Die Jungfernfahrt fand am 14. September 1938 unmittelbar nach der Taufe von 7:50 bis 17:30 Uhr unter der Führung von Hugo Eckener statt. Sie führte von Friedrichshafen unter anderem über München, Augsburg und Ulm wieder zurück zum Startort. Es wurden 925 Kilometer zurückgelegt. Es befanden sich 74 Personen, darunter Vertreter des Reichsluftfahrtministeriums, der Deutschen Versuchsanstalt für Luftfahrt, der Luftschiffbau Zeppelin GmbH, der Deutschen Zeppelin-Reederei sowie Versuchstechniker und Ingenieure an Bord. Die Motoren wurden erst gestartet, nachdem das Luftschiff eine Höhe von etwa 100 Meter erreicht hatte. Hugo Eckener bezeichnete die Fahrt als „zufriedenstellend“ und „erfolgreich“.
- 2. Fahrt: Die zweite Fahrt von über 26 Stunden Dauer war ebenfalls eine Erprobungsfahrt unter Hugo Eckener und Kapitän Hans von Schiller mit insgesamt 85 Personen an Bord. Sie startete am 17. September 1938 morgens um 8:08 Uhr. Der Vormittag wurde über dem Bodensee mit verschiedenen Messungen verbracht. Gegen Mittag begann der Flug nach Norden (12:15 Stuttgart – 13:15 Frankfurt am Main – Eisenach – Eisleben). Gegen Abend wurde Berlin erreicht. Nach mehreren Runden in geringer Höhe wurde die Fahrt in Richtung Hamburg fortgesetzt. Über der Außenelbe wurden weitere Abstimmungen und Versuche durchgeführt. Danach ging es auf direktem Kurs über Minden in Richtung Frankfurt am Main, anschließend Richtung Bodensee. Dort musste noch eine große Schleife über Friedrichshafen gefahren werden, da der Hafen im Nebel lag. Um 10:17 Uhr, nach 2388 Kilometern Fahrstrecke, landete LZ 130 und war schon kurz vor 11 Uhr wieder in der Löwenthaler Halle untergebracht.
- 3. Fahrt: 22. September, 1938 08:13 bis 19:30 Uhr, dritte Versuchsfahrt – 1215-Kilometer-Schleife über München und Wien führte entlang der tschechischen Grenze und wieder zurück nach Friedrichshafen. Das erste Mal wurde LZ 130 zu Spionagezwecken verwendet und von Militärflugzeugen in Zivil begleitet.[5] Es war das letzte Mal, dass Eckener ein Luftschiff lenkte.[4]
- 4. Fahrt: 25. September 1938, Start gegen 11 Uhr unter Kapitän Hans von Schiller (Dauer ca. 7 Stunden, 764 km, 40 Besatzungsmitglieder, 34 Passagiere und Techniker). Es fanden Tests in maximaler Höhe statt. Fast die gesamte Fahrt erfolgte in ungefähr 2000 Meter Höhe, ohne viel Gas ablassen zu müssen. Weiterhin wurden luftelektrische Versuche durchgeführt.
- 5. Fahrt: 27. September 1938, elf Stunden Fahrtdauer, im Auftrag des Reichsluftfahrtministeriums (RLM). Auf dem Flug- und Luftschiffhafen Rhein-Main wurde ein Funkfeuer aufgestellt. Es sollte versucht werden, eine Funkbeschickung durchzuführen. Die diesige Luft erschwerte trotz guter Wetterlage die Versuche. Die Funkbeschickung gelang nicht einwandfrei – diese Probleme traten auch bei späteren Versuchen auf. Es gab auch erste Erfolge mit der Ballastwassergewinnungsanlage. Es konnten 3,5 Tonnen Ballastwasser gewonnen werden und die Motoren liefen durch die schalldämmende Wirkung der Anlage deutlich ruhiger.
- 6. Fahrt: 28. September 1938, weitere Testfahrt im Auftrage des RLM unter Kapitän Sammt. Unter anderem sollte untersucht werden, ob elektrostatische Aufladungen zum Unglück von LZ 129 „Hindenburg“ geführt haben. Dazu wurde diese Fahrt extra bei Gewitterwetterlage durchgeführt. Fahrten bei üblichen Wetterlagen brachten keine brauchbaren Ergebnisse. Das Schiff wurde in der Gewitterfront unprall gefahren, um das Entweichen von Wasserstoffgas durch die Überdruckventile zu vermeiden. Die Fahrt dauerte fast 26 Stunden; es wurden über 2500 Kilometer zurückgelegt. Die Ballastwassergewinnungsanlage erfüllte die Erwartungen der Ingenieure, indem sie etwa neun Tonnen Wasser produzierte.
- 7. Fahrt: 31. Oktober 1938, Start um 2:15 Uhr unter Kapitän Sammt. Bei dieser Fahrt wurde das Luftschiff nach seiner Abnahme auf 2100 Kilometern und nach 25 Stunden Fahrtdauer zum Luftschiffhafen Frankfurt überführt. Nach der Fahrt wurde am 14. November 1938 der „Luftschiff-Zulassungsschein“ ausgestellt, der jedoch die Passagierbeförderung nicht gestattete.[5]
- 8. Fahrt: „Sudetenlandfahrt“ – Diese Fahrt wurde auf Anweisung des Propagandaministeriums durchgeführt. Nach der Volksabstimmung mit großer Mehrheit für Hitler und die NSDAP wurden viele Propagandamittel ausgeschöpft, dazu gehörte auch eine Zeppelinfahrt über die „befreiten Gebiete“. Es befanden sich 62 Besatzungsmitglieder und 7 Passagiere, darunter deutsche Militärs, an Bord. Der Start erfolgte am 2. Dezember 1938 um kurz nach 10 Uhr. Über Reichenberg, der Hauptstadt des Sudetenlandes, über der LZ 130 genau zum Zeitpunkt des Besuches von Hitler schwebte, wurden kleine Fallschirme mit Hakenkreuzfahnen und Flugblätter mit dem Spruch „Dein JA dem Führer!“ abgeworfen. Aus den Lautsprechern von LZ 130 ertönten Musik und nationalsozialistische Wahlpropaganda für die am 4. Dezember anstehenden Wahlen. Danach fuhr LZ 130 zum Flugplatz Reichenberg und warf 663 kg Post ab. Die Weiterfahrt wurde durch schlechter werdendes Wetter erschwert, daher wurde nach einiger Zeit entschieden umzukehren. Nachdem man das Sudetenland verlassen hatte, geriet das Schiff in niedrige Wolken und Schneeschauer. Es kam auch zu Vereisungen. Später durchschlugen von den Propellerblättern abbrechende Eisstücke die Außenhaut des Luftschiffes. Die Schäden wurden jedoch sofort von der Besatzung behoben. Um 17:46 Uhr setzte der Zeppelin bei böigem Wind problemlos auf und wurde in die Luftschiffhalle gebracht.
- 9. Fahrt: Start: 13. Januar 1939 um 9:08 Uhr unter Kapitän Sammt, es wurden verschiedene Versuche durchgeführt. Während sieben Stunden wurden 523 Kilometer zurückgelegt.
- 10. Fahrt: Start: 13. April 1939. Es wurden unter anderem Funk- und Spähkorbversuche durchgeführt. Die Fahrt dauerte rund 30 Stunden, dabei wurden fast 2700 Kilometer zurückgelegt.LZ 130 in Bad Neustadt an der Saale im Juni 1939

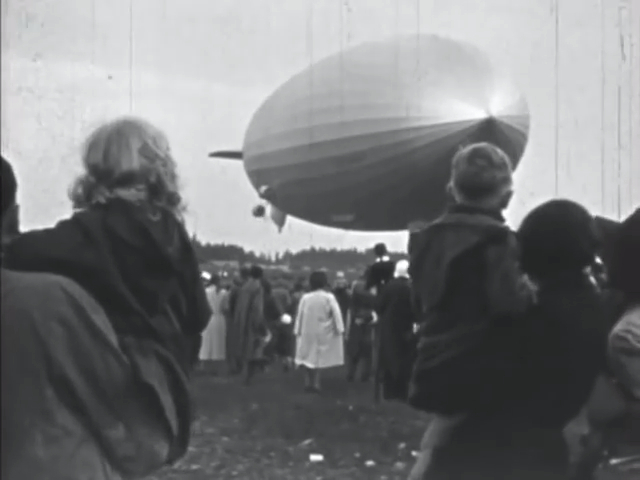
LZ 130 in Bad Neustadt an der Saale im Juni 1939

- 11. Fahrt: Start am 15. Juni 1939. Dauer: 28 Stunden, 2800 Kilometer Fahrstrecke.
- 12. und 13. Fahrt: „Meiningenfahrt“; 2. Juli 1939. 18:40 Uhr Landung auf dem Flugplatz Meiningen, Start: 19:22 Uhr zurück nach Frankfurt am Main.
- 14. und 15. Fahrt: „Leipzigfahrt“; 9. Juli 1939; unter anderem Landung in Leipzig-Mockau mit Postabgabe.
- 16. Fahrt: „Nordseefahrt“; Start: 12. Juli 1939 22:25 Uhr.
- 17. und 18. Fahrt: „Görlitzfahrt“; Start: 16. Juli 1939 00:34 Uhr unter Kapitän Sammt.
- 19. bis 21. Fahrt: „Bielefeld-Münster-Fahrt“.
- 22. und 23. Fahrt: „Kasselfahrt“.
- 24. Fahrt: Diese Spionagefahrt war mit einer Dauer von über 48 Stunden und einer zurückgelegten Strecke von 4203 Kilometern die längste Fahrt, die LZ 130 unternahm. Hauptziel dieser Fahrt war es, Informationen über das englische Radarsystem (Chain Home) zu sammeln. Die Graf Zeppelin flog ab 3. August 1939 seine Spionage-Mission entlang der britischen Küste bis zu den Shetlandinseln und zurück. An Bord waren 45 Besatzungsmitglieder und „28 Personen für die Messungen“. Start war am 2. August 1939 um 20:53 Uhr. Was die Spezialisten auf dem Flug maßen, war ein ununterbrocher 25-Hertz-Puls während des ganzen Fluges. Die Spezialisten hatten die ganze Zeit die synchronisierten Impulse der Chain-Home-Radarkette empfangen und erklärten sich diese mit Pulsen aus Starkstromleitungen. Sie hatten sich ein Radarsystem auf dieser tiefen Frequenz nicht vorstellen können. Aus diesem Grund wurden die Radarstationen im Krieg zunächst überhaupt nicht bombardiert.[8] Die Landung von LZ130 nach dem Flug musste aufwändig kaschiert werden, da die Engländer diplomatisch protestiert hatten und das Luftschiff durchsuchen wollten. Nach der Landung am bewusst falschen Ende des Platzes wurden rasch die Mess-Spezialisten gegen ahnungslose (SA-)Passagiere ausgetauscht.[9]
- 25. und 26. Fahrt: „Würzburgfahrt“; 5. August 1939.
- 27. und 28. Fahrt: „Egerfahrt“; 13. August 1939.
- 29. und 30. Fahrt: Die letzte Fahrt, die so genannte Essen/Mülheim-Fahrt, fand am 20. August 1939 statt, mit Start- und Zielort Frankfurt am Main sowie Zwischenlandung auf dem Flugtag auf dem Flughafen Essen/Mülheim, unter der Führung von Albert Sammt. Diese Fahrt (Landung um 21:38 Uhr am 20. August 1939) bedeutete das Ende der Großluftschifffahrt.

## Stilllegung und Abwrackung
Ende August 1939 wurde das Schiff mit der Begründung drohender Kriegsgefahr außer Betrieb genommen. Die Gaszellen wurden am 1. September 1939 geleert und das Schiff für eine längere Liegezeit in der Luftschiffhalle vorbereitet. Es erfolgten Arbeiten, um das Schiff zu konservieren und für eine Wiederinbetriebnahme bereitzuhalten. Diese wurden im Januar 1940 eingestellt. Möglicherweise war im Herbst 1939 eine Fahrt zur Beschaffung von Rohstoffen und Edelmetallen in die von Japan besetzte Mandschurei über die Sowjetunion geplant. Unter dem Namen „Projekt Fernost“ sollte die DZR im Auftrag des Reichsluftfahrtministeriums die Daten eines solchen Fluges zusammenstellen.
Nach einem Besuch Hermann Görings („Im Krieg kann man ja nichts damit [mit den Zeppelinen] anfangen.“) am 1. März 1940 in Frankfurt, bei dem er sich sehr abweisend gegenüber den Luftschiffen zeigte, erging am 4. und 6. März 1940 der Befehl des Generalluftzeugmeisters Ernst Udet zur „Verschrottung von LZ 127, LZ 130 und LZ 131 und Verwertung der Hallen auf dem Flugplatz Rhein-Main“. Der Platz dort sei für Flugzeuge notwendig.
Am 8. März 1940 war mit den Arbeiten begonnen worden, am 27. April erfolgte die Meldung über den Vollzug der Verschrottung.
Trotz der stattfindenden Verschrottung war noch Ende April 1940 eine Fahrt für LZ 130 als Zubringer in den Norden Norwegens geplant.

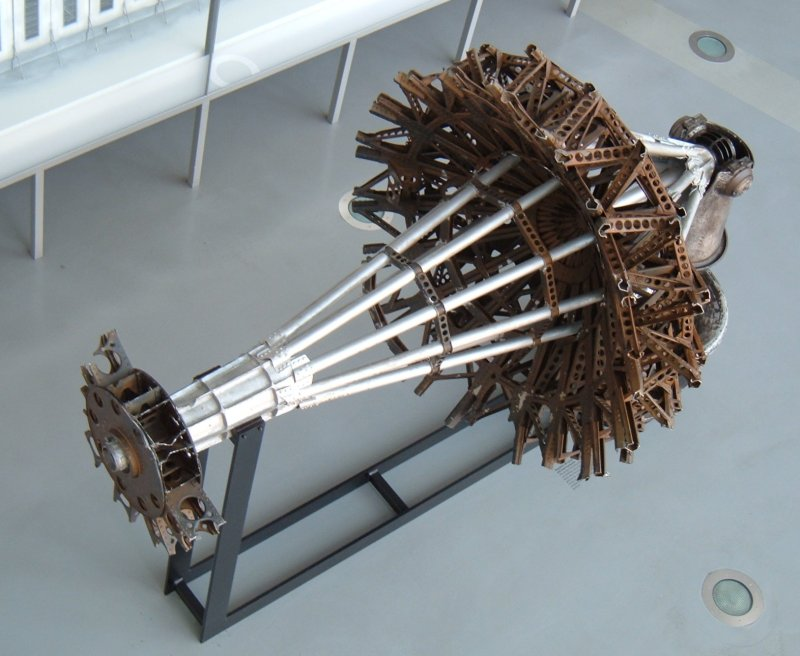
Bugspitze von LZ 130 im Zeppelin Museum